# خانواده اسد
خانواده اسد یا خاندان اسد، یک خانوادهٔ سیاسی سوری است که از زمان ریاست‌جمهوری حافظ اسد در سال ۱۹۷۱ تا برکناری پسرش بشار اسد در ۸ دسامبر ۲۰۲۴، بر سوریه حکومت کرد.
خانواده اسد اهل قرداحه در لاذقیه هستند و به قبیله الکلبیة تعلق دارند. نام خانوادگی اسد به سال ۱۹۲۷ برمی گردد که علی سلیمان، پدر حافظ، نام خانوادگی خود را به الاسد (به معنای شیر) تغییر داد. این نام احتمالاً در ارتباط با جایگاه اجتماعی او به‌عنوان میانجی‌گر و فعالیت‌های سیاسی‌اش بود. همه اعضای خانواده بزرگ اسد از علی سلیمان و همسر دومش نیساء می‌آیند که از روستایی در کوه‌های ساحلی سوریه ریشه داشتند.
حافظ اسد در اوایل حکومتش در دهه ۱۹۷۰، شبکه‌های حمایتی از نخبگان حزب بعث وفادار به خانواده‌اش را به وجود آورد. اعضای خانواده اسد بر بخش‌های وسیعی از اقتصاد سوریه کنترل داشتند و فساد در بخش‌های دولتی و خصوصی رایج شد. پس از مرگ حافظ اسد، روابط خانوادگی همچنان در سیاست سوریه مهم بود. چندین تن از اعضای نزدیک خانواده حافظ اسد نیز از زمان به قدرت رسیدن حافظ اسد، مناصب حیاتی در دولت داشتند. دیوان‌سالاری و جامعه تجاری سوریه نیز تحت سلطه اعضای خاندان اسد و افراد وابسته به آنها بود.
حافظ اسد رژیم خود را به‌شکل بوروکراسی بنا کرد و کیش شخصیتی حول محور او شکل گرفت که در تاریخ مدرن سوریه بی‌سابقه بود. تصاویر، پرتره‌ها، نقل قول‌ها و ستایشِ اسد در همه جا از مدارس گرفته تا بازارهای عمومی و ادارات دولتی نمایش داده می‌شود. از حافظ اسد در ایدئولوژی رسمی اسدیسم به عنوان «رهبر جاودانه» و «مقدس» یاد می‌شود. حافظ جامعه سوریه را در خطوط نظامی مجدداً سازماندهی کرد و دائماً به لفاظی‌های توطئه‌آمیز در مورد خطرات توطئه‌های مورد حمایت بیگانگان استناد می‌کرد و نیروهای مسلح را به عنوان جنبه مرکزی زندگی عمومی تبلیغ می‌کرد. پس از مرگ حافظ، کیش شخصیت به پسر و جانشینش بشار اسد که توسط حزب به عنوان «رهبر جوان» و «امید مردم» مورد ستایش قرار می‌گیرد، به ارث رسید. پروپاگاندای این خاندان بسیار تحت تأثیر مدل سلسله کیم در کره شمالی است، به طوری که خصوصیات الهی را به خاندان اسد نسبت می‌دهند. در تبلیغات سیاسی این رژیم، بزرگ‌خاندانان اسد به‌عنوان بنیان‌گذاران سوریه مدرن مورد احترام قرار می‌گیرند.
مخالفت با حکومت خانواده اسد به جنگ داخلی سوریه تبدیل شد که در ۱۵ مارس ۲۰۱۱ آغاز گردید. در ۸ دسامبر ۲۰۲۴ گزارش شد که بشار اسد از دمشق گریخت و این نشان‌دهندهٔ پایان حکومت اسد در سوریه بود.

## برخی از افراد خاندان اسد
- حافظ اسد
- بشار اسد
- هلال اسد
- ماهر اسد
- رفعت اسد
- باسل اسد
- اسما اسد